# Mont-l'Évêque
Mont-l'Évêque è un comune francese di 446 abitanti situato nel dipartimento dell'Oise della regione dell'Alta Francia.

## Società

### Evoluzione demografica
Abitanti censiti